# Naila Ayesh
Naila Ayesh (en árabe: نائلة عياش) es una activista palestina reconocida por su destacado papel en la organización del movimiento liderado por mujeres durante la Primera Intifada (1987-1993). Su labor fue crucial en la movilización social y política contra la ocupación sionista, promoviendo la resistencia popular y la participación activa de las mujeres en las estructuras de liderazgo del movimiento palestino.
Ha trabajado en diversas iniciativas enfocadas en los derechos humanos, la justicia social, la igualdad de género y la libertad en Palestina. Su historia destaca como un símbolo de la lucha por la autodeterminación y los derechos de las mujeres en un contexto de colonialismo y ocupación.

## Biografía
Nace en 1960 en Jerusalén, Palestina. En 1969, con tan solo ocho años y mientras estaba en la escuela junto con sus cuatro hermanas, se enteró por las profesoras de que las fuerzas de ocupación israelíes acababan de demoler su casa. Al no encontrarse lejos fueron testigos de la escena. Este evento marcó profundamente su vida y alimentó lo que ella describe como su hostilidad hacia la ocupación militar sionista.
En 1980 tomó la decisión de marcharse a estudiar a Bulgaria, donde conoció a quien sería su futuro marido, Jamal Zakout, también un activista palestino. Durante este período, se relacionó con estudiantes sirios, libaneses y jordanos de su mismo origen, todos ellos comprometidos con la causa palestina.

## Militancia y compromiso político
Tras graduarse en Bulgaria regresó a Ramallah, donde se unió al Frente Democrático para la Liberación de Palestina, enfocándose en animar a las mujeres a participar activamente a pesar de que la ocupación había criminalizado la organización política de los palestinos. En los años previos a la Primera Intifada, su implicación con el movimiento social se intensificó, lo que llevó a que tanto ella como Zakout fueran estrechamente vigilados por parte de la ocupación. En 1987, mientras estaba embarazada, Naila fue arrestada por las fuerzas sionistas en su casa en Gaza. Durante su detención en la prisión de Maskubia en Jerusalén fue sometida a tortura y negligencia médica, lo que resultó en un trágico aborto. "Fui interrogada durante dos semanas. Estuve atada a una silla de una manera muy incómoda durante varios días. Ya les había dicho que estaba recién embarazada. Ellos me dijeron que no les importaba, mujer, hombre, embarazada o no, para ellos, dijeron, yo era una saboteadora. Empecé a sangrar". Fue en ese momento cuando su esposo contactó con un periodista israelí, Oren Cohen. Finalmente, fue liberada gracias a su difusión sobre el caso, a la presión mediática y al apoyo de diversos grupos. En diciembre de ese mismo año, comenzó la Primera Intifada. 
Tras su liberación, Ayesh continuó con el activismo político. Tuvo un papel destacado en la coordinación y comunicación de información sobre manifestaciones y boicots planificados. Y, en este contexto, volvió a quedarse embarazada. Su marido fue deportado y exiliado en El Cairo poco antes de que ella diera a luz a su primer hijo, Majd. Tras ello, unió fuerzas con las mujeres palestinas cuyos maridos se encontraban en la misma situación o habían sido martirizados. Crearon instituciones paralelas para contrarrestar el control militar sionista sobre la vida cotidiana, organizando huelgas políticas masivas y educación clandestina. Naila distribuyó boletines con llamados a la acción, escondidos en panes, mientras llevaba a su hijo recién nacido en un cabestrillo.
En octubre de 1988 fue arrestada por las fuerzas de la ocupación y permaneció en detención administrativa durante seis meses debido a sus actividades políticas.Fue trasladada a la prisión de Telmond y pocos días después de su llegada, las autoridades sionistas permitieron que su hijo recién nacido se reuniera con ella en la prisión. "Mi hijo era el único niño en la prisión. Vi tanto dolor en los ojos de las otras prisioneras. Todas ellas tenían hijos".Tras su liberación se vio obligada a pasar dos años en el exilio, concretamente en el Cairo, como única alternativa para poder viajar con Majd y reunirse con su marido. 
Durante la Conferencia de Madrid de 1991, el aparato sionista se negó a establecer comunicación directa con la Organización para la Liberación de Palestina (OLP), lo que llevó a la formación de una delegación palestina integrada por mujeres de los territorios ocupados, liderada por la doctora Hanan Ashrawi como portavoz. Sin embargo, esta delegación descubrió a través de los medios de comunicación que se estaban llevando a cabo negociaciones secretas entre ambas partes, las cuales culminaron en los Acuerdos de Oslo de 1993. Las activistas palestinas, excluidas de estos procesos, expresaron que la Intifada no debió haberse detenido hasta que sus principales demandas fueran atendidas, subrayando su descontento con el rumbo de las negociaciones y la falta de inclusión y reconocimiento.
Desde 1996 ha sido directora del Centro de Investigación y Capacitación para Asuntos de la Mujer con sede en Gaza. Entre los programas que ofrece el centro se incluyen formación en comunicación, que abarca periodismo, campañas de base y educación cívica; desarrollo, en el que las mujeres aprenden todos los aspectos de los proyectos de microempresa, desde la viabilidad hasta el marketing; y construcción de instituciones, con capacitación en integración del enfoque de género, desarrollo administrativo, cabildeo y planificación y gestión de programas en organizaciones no gubernamentales. Durante varios años pasó su tiempo entre Gaza y Ramallah, donde reside parte de su familia, a pesar de las enormes dificultades para viajar entre las dos ciudades debido a las severas restricciones impuestas por la ocupación sobre el movimiento de los palestinos. Desde 2007, vive en Ramallah y sigue comprometida con el trabajo social y la promoción del liderazgo de las mujeres en la vida política y pública. En los últimos años, ha mostrado su apoyo a jóvenes activistas como Ahed Tamimi, subrayando la importancia del papel de las mujeres en la resistencia palestina. 
Reflexiona con nostalgia sobre la Primera Intifada, destacando que aunque la movilización juvenil actual enfrenta muchos desafíos, en sus propias palabras, "nuestra lucha no ha terminado, y no nos vamos a ningún lado".

## Documental
La vida y la labor de Naila Ayesh son el tema central del documental "Naila and the Uprising" (2017), dirigido por Julia Bacha y producido por Just Vision. Suhad Babaa, productora y directora ejecutiva de Just Vision, señaló en 2017 que las mujeres palestinas asumieron roles de liderazgo cuando miles de hombres fueron arrestados, deportados o asesinados durante la represión israelí de la Intifada. Sin embargo, tanto el papel de las mujeres como el de la resistencia no violenta en la Primera Intifada han sido ignorados o minimizados.
Naila insiste sobre el documental: "Esta película no es mi historia. Luchamos contra la ocupación colectivamente, como mujeres. Mi historia es una de muchas". La película mezcla animación y metraje de archivo exclusivo con entrevistas a diversas activistas y políticas, incluidas Zahira Kamal, Sama Aweidah y Rabiha Diab. "Hay un mensaje importante en la película para esta generación, transmitido a través de mi hijo", afirma Ayesh. "La generación mayor ha cumplido su parte. Ahora es el momento de que la juventud desempeñe un papel activo en el futuro"